# Борщагівський замок
Борщагівський замок — втрачена оборонна споруда у селі Борщагівка.

## Відомості
Перша згадка датована 1659 р. Замок було засновано власниками Борщагівки, родом Вишневецьких. Після смерті 1744 р. останнього представника по чоловічій лінії роду Вишневецьких Михайла Вишневецького його замок як посаг перейшов до рук Замойських та Огинських, з якими свого часу одружились доньки Вишневецького Ганна та Ельжбета.
Надалі, після остаточного розподілу маєтностей Вишневецьких спадкоємцями (1750 року) замок разом із поселенням перейшов до Бжостовських. Вони 1757 р. перепродали його Антонію Ожешку. Його дочка Сусанна стала дружиною Захарія Ганського, відтак замок як посаг перейшов до Ганських. Близько 1770 рр. Захарій Ганський ремонтує і зміцнює замок. Після його смерті 1812 р. замок успадкував син Францішек.
Наприкінці ХІХ ст. замок разом із валами було знищено під час сильної повені.

## Опис
Квадратний у плані, оточений земляними валами, стояв на похилому березі річки, що впадала до Росі. На валах стояв частокіл. У валах було влаштовано дві бастеї разом із в'їзною брамою. Посередині замкового двору стояв одноповерховий дерев'яний будинок. Зовні замок був оточений глибоким ровом, що у разі небезпеки заповнювався водою. Над валами був міст на ланцюгах.